# Federico Zurlo
Federico Zurlo (Cittadella, 25 de febrero de 1994) es un ciclista italiano que fue profesional entre 2015 y 2020.

## Palmarés
2013 (como amateur)
- 1 etapa del Grand Prix Cycliste de Saguenay
- Milán-Busseto

2016
- 1 etapa de la Vuelta al Lago Qinghai

2019
- 1 etapa del Tour de Japón[2]
- 1 etapa del Tour de Kumano

## Resultados en Grandes Vueltas
| Carrera | Carrera         | 2015 | 2016 | 2017  | 2018 | 2019 | 2020 |
| ------- | --------------- | ---- | ---- | ----- | ---- | ---- | ---- |
|         | Giro de Italia  | —    | —    | —     | —    | —    | —    |
|         | Tour de Francia | —    | —    | —     | —    | —    | —    |
|         | Vuelta a España | —    | Ab.  | 149.º | —    | —    | —    |

—: no participa

Ab.: abandono